# Tzwetta Tzatschewa

Tzwetta Tzatschewa

Tzwetta Trifonowa Tzatschewa (bulgarisch Цвета Цачева; * 14. Novemberjul. / 27. November 1900greg. in Peschtera, Bulgarien; † 6. April 1969 in Nizza, Frankreich) war eine bulgarisch-deutsche Schauspielerin. Sie wirkte als Darstellerin in einigen deutschen Stummfilmen mit.

## Leben und Wirken
Tzwetta Tzatschewa wurde in Peschtera als Tochter von Trifon Tzatscheff und seiner Frau Lala, geb. Kiwalowa, geboren. Bald darauf übersiedelte ihre Familie nach Sofia, wo ihr Vater die Forstverwaltung im bulgarischen Landwirtschaftsministerium leitete. Ende der 1910er-Jahre folgte sie ihrer älteren Schwester Manja Tzatschewa nach Berlin und begann wie diese, als Darstellerin im deutschen Stummfilm aufzutreten. Schon nach wenigen Filmen beendete sie ihre schauspielerische Tätigkeit wieder. Als ihre wichtigste Rolle gilt die Titelfigur in Friedrich Wilhelm Murnaus Drama Marizza, genannt die Schmugglermadonna.
1924 heiratete sie den Schauspieler Georg Alexander, von dem sie 1928 wieder geschieden wurde. Ihre zweite Ehe ging sie 1940 in London mit dem Briten Guy Prioleau ein. In der Nachkriegszeit ließen sich Tzwetta Tzatschewa und ihr Gatte an der Côte d’Azur nieder, wo sie zunächst in Vence, dann in Beaulieu-sur-Mer und schließlich in Nizza wohnten. Dort starb die ehemalige Schauspielerin 1969 im Alter von 68 Jahren in der Klinik Saint François und wurde auf dem Russischen Friedhof beigesetzt.
Ihr Bruder Iwan Tzatscheff war (teilweise unter dem Künstlernamen Mario Parlo) als Tenor am Essener Stadttheater und an der Semperoper in Dresden tätig.

## Filmografie
- 1921: Marizza, genannt die Schmugglermadonna
- 1921: Der heilige Haß (2 Teile)
- 1922: Tingeltangel
- 1927: Die Tragödie eines Verlorenen